# Llista de topònims d'Aiguatèbia i Talau
Llista de topònims (noms propis de lloc) d'Aiguatèbia i Talau (Conflent).
Informació actualitzada per un bot. Els canvis manuals es perdran quan s'actualitzi!

## assentament humà
| imatge | Nom       | Ubicat a           | instància de     | Detalls | coordenades                                                                                      | Protecció | Commons (més fotos) | Dades a WD                    |
| ------ | --------- | ------------------ | ---------------- | ------- | ------------------------------------------------------------------------------------------------ | --------- | ------------------- | ----------------------------- |
|        | Cabrils   | Aiguatèbia i Talau | assentament humà |         | 42° 33′ 09″ N, 2° 14′ 15″ E / 42.552511111111°N,2.2373888888889°E 852.8 msnm                     |           |                     | Modifica les dades a Wikidata |
|        | Els Plans | Aiguatèbia i Talau | assentament humà |         | 42° 33′ 24″ N, 2° 12′ 54″ E / 42.556588888889°N,2.2150222222222°E Aiguatèbia i Talau 1013.2 msnm |           |                     | Modifica les dades a Wikidata |
|        | Moncles   | Aiguatèbia i Talau | assentament humà |         | 42° 33′ 05″ N, 2° 12′ 00″ E / 42.551427777778°N,2.1999694444444°E 1401.2 msnm                    |           |                     | Modifica les dades a Wikidata |

## bosc estatal
| imatge | Nom                           | Ubicat a           | instància de | Detalls             | coordenades                                                       | Protecció | Commons (més fotos) | Dades a WD                    |
| ------ | ----------------------------- | ------------------ | ------------ | ------------------- | ----------------------------------------------------------------- | --------- | ------------------- | ----------------------------- |
|        | Bosc Estatal de Clavera       | Aiguatèbia i Talau | bosc estatal | Superfície: 6.24km² | 42° 32′ 13″ N, 2° 09′ 43″ E / 42.536944444444°N,2.1619444444444°E |           |                     | Modifica les dades a Wikidata |
|        | Bosc Estatal de les Llançades | Aiguatèbia i Talau | bosc estatal | Superfície: 1.26km² | 42° 32′ 25″ N, 2° 12′ 04″ E / 42.540277777778°N,2.2011111111111°E |           |                     | Modifica les dades a Wikidata |

## església
| imatge | Nom                                     | Ubicat a           | instància de          | Detalls                                                      | coordenades                                                   | Protecció                     | Commons (més fotos)                               | Dades a WD                    |
| ------ | --------------------------------------- | ------------------ | --------------------- | ------------------------------------------------------------ | ------------------------------------------------------------- | ----------------------------- | ------------------------------------------------- | ----------------------------- |
|        | Sant Esteve de Talau                    | Aiguatèbia i Talau | església Ús: església | Estil: arquitectura romànica Dedicat a: Esteve màrtir        | 42° 33′ 52″ N, 2° 11′ 44″ E / 42.5644°N,2.19566°E 1323.5 msnm |                               | Église Saint-Étienne de Talau                     | Modifica les dades a Wikidata |
|        | Sant Feliu i Sant Ermengol d'Aiguatèbia | Aiguatèbia i Talau | església              | Estil: art romànic                                           | 42° 34′ 24″ N, 2° 11′ 10″ E / 42.5733°N,2.1861°E 1351.7 msnm  | monument històric inventariat | Église Saint-Félix et Saint-Armengol d'Ayguatébia | Modifica les dades a Wikidata |
|        | Sant Miquel dels Plans                  | Aiguatèbia i Talau | església Ús: església | Estil: arquitectura romànica Dedicat a: Sant Miquel Arcàngel | 42° 33′ 24″ N, 2° 12′ 57″ E / 42.5567°N,2.21596°E 1014.4 msnm |                               |                                                   | Modifica les dades a Wikidata |

## muntanya
| imatge | Nom                                   | Ubicat a                                       | instància de | Detalls | coordenades                                                                         | Protecció | Commons (més fotos) | Dades a WD                    |
| ------ | ------------------------------------- | ---------------------------------------------- | ------------ | ------- | ----------------------------------------------------------------------------------- | --------- | ------------------- | ----------------------------- |
|        | Cim de les Saleres de Pedres Blanques | Aiguatèbia i Talau Canavelles                  | muntanya     |         | 42° 31′ 59″ N, 2° 10′ 55″ E / 42.53315555555555°N,2.181911111111111°E 1963.5 msnm   |           |                     | Modifica les dades a Wikidata |
|        | Pic de Figamà                         | Aiguatèbia i Talau Sautó                       | muntanya     |         | 42° 31′ 35″ N, 2° 09′ 35″ E / 42.526355555555554°N,2.1597166666666667°E 2029.8 msnm |           |                     | Modifica les dades a Wikidata |
|        | Pic de l'Escarabat                    | Aiguatèbia i Talau                             | muntanya     |         | 42° 34′ 19″ N, 2° 10′ 27″ E / 42.57199166666667°N,2.174211111111111°E 1614.6 msnm   |           |                     | Modifica les dades a Wikidata |
|        | Pic de l'Home                         | Aiguatèbia i Talau Ralleu                      | muntanya     |         | 42° 34′ 37″ N, 2° 11′ 08″ E / 42.57705°N,2.1855277777777777°E 1513.8 msnm           |           |                     | Modifica les dades a Wikidata |
|        | Pic de l'Home                         | Aiguatèbia i Talau                             | muntanya     |         | 42° 33′ 53″ N, 2° 11′ 21″ E / 42.56483611°N,2.18913611°E 1521 msnm                  |           |                     | Modifica les dades a Wikidata |
|        | Pic de la Socarrada                   | Aiguatèbia i Talau Caudiers de Conflent        | muntanya     |         | 42° 34′ 24″ N, 2° 09′ 02″ E / 42.573324°N,2.150517°E 2002.1 msnm                    |           |                     | Modifica les dades a Wikidata |
|        | Pic de la Tallada                     | Aiguatèbia i Talau la Llaguna                  | muntanya     |         | 42° 32′ 23″ N, 2° 08′ 19″ E / 42.539747°N,2.138692°E 1919.2 msnm                    |           |                     | Modifica les dades a Wikidata |
|        | Pic del Pas del Llop                  | Aiguatèbia i Talau Ralleu                      | muntanya     |         | 42° 35′ 03″ N, 2° 09′ 40″ E / 42.584202777777776°N,2.161086111111111°E 1877.4 msnm  |           |                     | Modifica les dades a Wikidata |
|        | Puig de Clavera                       | Aiguatèbia i Talau Canavelles                  | muntanya     |         | 42° 32′ 14″ N, 2° 11′ 16″ E / 42.53722777777778°N,2.187752777777778°E 1982.3 msnm   |           |                     | Modifica les dades a Wikidata |
|        | Puig de la Creu                       | Aiguatèbia i Talau Canavelles                  | muntanya     |         | 42° 32′ 29″ N, 2° 12′ 54″ E / 42.541525°N,2.21508889°E 1553.8 msnm                  |           |                     | Modifica les dades a Wikidata |
|        | Puig de la Socarrada d'en Felip       | Aiguatèbia i Talau Caudiers de Conflent        | muntanya     |         | 42° 33′ 03″ N, 2° 08′ 29″ E / 42.55088611°N,2.14130833°E 1957.4 msnm                |           |                     | Modifica les dades a Wikidata |
|        | Puig de les Tres Corones              | Aiguatèbia i Talau Caudiers de Conflent        | muntanya     |         | 42° 33′ 23″ N, 2° 08′ 33″ E / 42.556294°N,2.142506°E 1906.7 msnm                    |           |                     | Modifica les dades a Wikidata |
|        | Roc de les Comes                      | Aiguatèbia i Talau Caudiers de Conflent Ralleu | muntanya     |         | 42° 34′ 35″ N, 2° 08′ 43″ E / 42.57640555555555°N,2.145225°E 2010.8 msnm            |           |                     | Modifica les dades a Wikidata |
|        | Roc del Cim de la Coma de l'Egua      | Aiguatèbia i Talau Caudiers de Conflent        | muntanya     |         | 42° 32′ 46″ N, 2° 08′ 08″ E / 42.546169444444445°N,2.1354583333333332°E 1918.8 msnm |           |                     | Modifica les dades a Wikidata |

## poble
| imatge | Nom        | Ubicat a                              | instància de           | Detalls             | coordenades | Protecció | Commons (més fotos) | Dades a WD                    |
| ------ | ---------- | ------------------------------------- | ---------------------- | ------------------- | --- | --------- | ------------------- | ----------------------------- |
|        | Aiguatèbia | Aiguatèbia i Talau Pirineus Orientals | poble municipi francès |                     | 42° 34′ 21″ N, 2° 11′ 03″ E / 42.572583333333°N,2.1841361111111°E 42° 34′ 26″ N, 2° 11′ 07″ E / 42.5739°N,2.1853°E 1326.6 msnm |           | Ayguatébia          | Modifica les dades a Wikidata |
|        | Talau      | Aiguatèbia i Talau                    | poble                  | Superfície: 10.8km² | 42° 33′ 51″ N, 2° 11′ 44″ E / 42.564166666667°N,2.1956472222222°E                                                              |           | Talau               | Modifica les dades a Wikidata |

## port de muntanya
| imatge | Nom                          | Ubicat a                      | instància de     | Detalls | coordenades                                                           | Protecció | Commons (més fotos) | Dades a WD                    |
| ------ | ---------------------------- | ----------------------------- | ---------------- | ------- | --------------------------------------------------------------------- | --------- | ------------------- | ----------------------------- |
|        | Coll de Brilles              | Aiguatèbia i Talau Sautó      | port de muntanya |         | 42° 31′ 41″ N, 2° 09′ 12″ E / 42.528158333333°N,2.15345°E 1964.8 msnm |           |                     | Modifica les dades a Wikidata |
|        | Coll de Joell                | Aiguatèbia i Talau Ralleu     | port de muntanya |         | 42° 36′ 10″ N, 2° 08′ 17″ E / 42.602747°N,2.137925°E 1708.3 msnm      |           |                     | Modifica les dades a Wikidata |
|        | Coll de Portell              | Aiguatèbia i Talau            | port de muntanya |         | 42° 33′ 33″ N, 2° 11′ 10″ E / 42.559131°N,2.185986°E 1640.8 msnm      |           |                     | Modifica les dades a Wikidata |
|        | Coll de la Llosa             | Aiguatèbia i Talau la Llaguna | port de muntanya |         | 42° 32′ 08″ N, 2° 08′ 30″ E / 42.535458°N,2.141803°E 1860.2 msnm      |           |                     | Modifica les dades a Wikidata |
|        | Coll de les Saleres Blanques | Aiguatèbia i Talau Sautó      | port de muntanya |         | 42° 31′ 49″ N, 2° 10′ 11″ E / 42.530258°N,2.169617°E 1978.6 msnm      |           |                     | Modifica les dades a Wikidata |
|        | Collada de Roca Troca        | Aiguatèbia i Talau Ralleu     | port de muntanya |         | 42° 34′ 57″ N, 2° 09′ 49″ E / 42.582367°N,2.163656°E 1803.5 msnm      |           |                     | Modifica les dades a Wikidata |
|        | Collada del Carbó            | Aiguatèbia i Talau Ralleu     | port de muntanya |         | 42° 34′ 57″ N, 2° 09′ 35″ E / 42.582411°N,2.159636°E 1851.4 msnm      |           |                     | Modifica les dades a Wikidata |

## Misc
| imatge | Nom                                                                         | Ubicat a                                            | instància de                          | Detalls                      | coordenades | Protecció                   | Commons (més fotos)           | Dades a WD                    |
| ------ | --------------------------------------------------------------------------- | --------------------------------------------------- | ------------------------------------- | ---------------------------- | --- | --------------------------- | ----------------------------- | ----------------------------- |
|        | Arca de la Portella                                                         | Aiguatèbia i Talau                                  | dolmen                                |                              | 1649.7 msnm |                             |                               | Modifica les dades a Wikidata |
|        | Bosc Comunal d'Aiguatèbia i Talau                                           | Aiguatèbia i Talau                                  | bosc comunal                          | Superfície: 3.5km²           | 42° 33′ 38″ N, 2° 10′ 34″ E / 42.560555555556°N,2.1761111111111°E                                                                           |                             |                               | Modifica les dades a Wikidata |
|        | Puig de la Tossa                                                            | Aiguatèbia i Talau                                  | cim muntanya                          |                              | 42° 31′ 51″ N, 2° 09′ 01″ E / 42.53076667°N,2.15039722°E 1870 msnm                                                                          |                             |                               | Modifica les dades a Wikidata |
|        | Ribera de Cabrils                                                           | Censà Ralleu Orellà Aiguatèbia i Talau Oleta i Èvol | curs d'aigua                          | Desemboca: Tet Llarg: 18.9km | 42° 37′ 35″ N, 2° 10′ 14″ E / 42.62647777777778°N,2.170552777777778°E 42° 33′ 12″ N, 2° 15′ 58″ E / 42.55331944444445°N,2.266208333333333°E |                             |                               | Modifica les dades a Wikidata |
|        | Sant Gabriel de Cabrils                                                     | Aiguatèbia i Talau                                  | capella                               |                              | 42° 33′ 09″ N, 2° 14′ 35″ E / 42.55251389°N,2.24294444°E Cabrils 852.8 msnm                                                                 |                             |                               | Modifica les dades a Wikidata |
|        | Torre de Cabrils                                                            | Aiguatèbia i Talau                                  | torre                                 |                              | 42° 33′ 10″ N, 2° 14′ 35″ E / 42.552723°N,2.242928°E 846.6 msnm                                                                             |                             |                               | Modifica les dades a Wikidata |
|        | Toèvol                                                                      | Aiguatèbia i Talau                                  | localitat                             |                              | 42° 33′ 05″ N, 2° 13′ 29″ E / 42.55128056°N,2.22463611°E 1326.6 msnm                                                                        |                             |                               | Modifica les dades a Wikidata |
|        | casa de la vila d'Aiguatèbia i Talau                                        | Aiguatèbia i Talau                                  | instal·lació Ús: seu del govern local |                              | 42° 34′ 20″ N, 2° 11′ 00″ E / 42.5722668711787°N,2.18338046060932°E fr:66360 AYGUATEBIA-TALAU                                               |                             | Town hall of Ayguatébia-Talau | Modifica les dades a Wikidata |
|        | fulles de la porta de l'església de Sant Feliu i Sant Ermengol d'Aiguatèbia | Aiguatèbia i Talau                                  | batent                                |                              | Sant Feliu i Sant Ermengol d'Aiguatèbia | monument històric catalogat |                               | Modifica les dades a Wikidata |